# Un par de palabras
Un Par de Palabras es un álbum del grupo español Hombres G, publicado en 1986. Esta versión solo fue editada para Hispanoamérica, y contenía algunos temas de su anteriores álbumes: Hombres G (su primer álbum) y La cagaste… Burt Lancaster.
Este trabajo constituyó su carta de presentación en el continente americano y es hasta ahora uno de sus álbumes más recordados, gracias a los éxitos como: Venecia, Marta tiene un marcapasos, Visite nuestro bar, Devuélveme a mi chica, entre otros.

## Lista de canciones
| N.º | Título                               | Escritor(es)           | Duración |  |
| 1.  | «Venecia»                            | David Summers          | 4:30     |  |
| 2.  | «Te quiero»                          | Summers                | 3:43     |  |
| 3.  | «Indiana»                            | Summers                | 2:52     |  |
| 4.  | «Un Par de Palabras»                 | Summers                | 3:15     |  |
| 5.  | «Marta tiene un marcapasos»          | Summers                | 2:12     |  |
| 6.  | «Visite Nuestro Bar»                 | Summers                | 3:20     |  |
| 7.  | «No te puedo besar»                  | Summers                | 3:42     |  |
| 8.  | «Devuélveme a mi chica»              | Summers                | 3:04     |  |
| 9.  | «El Ataque de Las Chicas Ccocodrilo» | Summers/Rafa Gutiérrez | 3:09     |  |
| 10. | «Hace un Año»                        | Summers/Dani Mezquita  | 4:01     |  |

- Datos: Q6155616